# 안톤 라이하

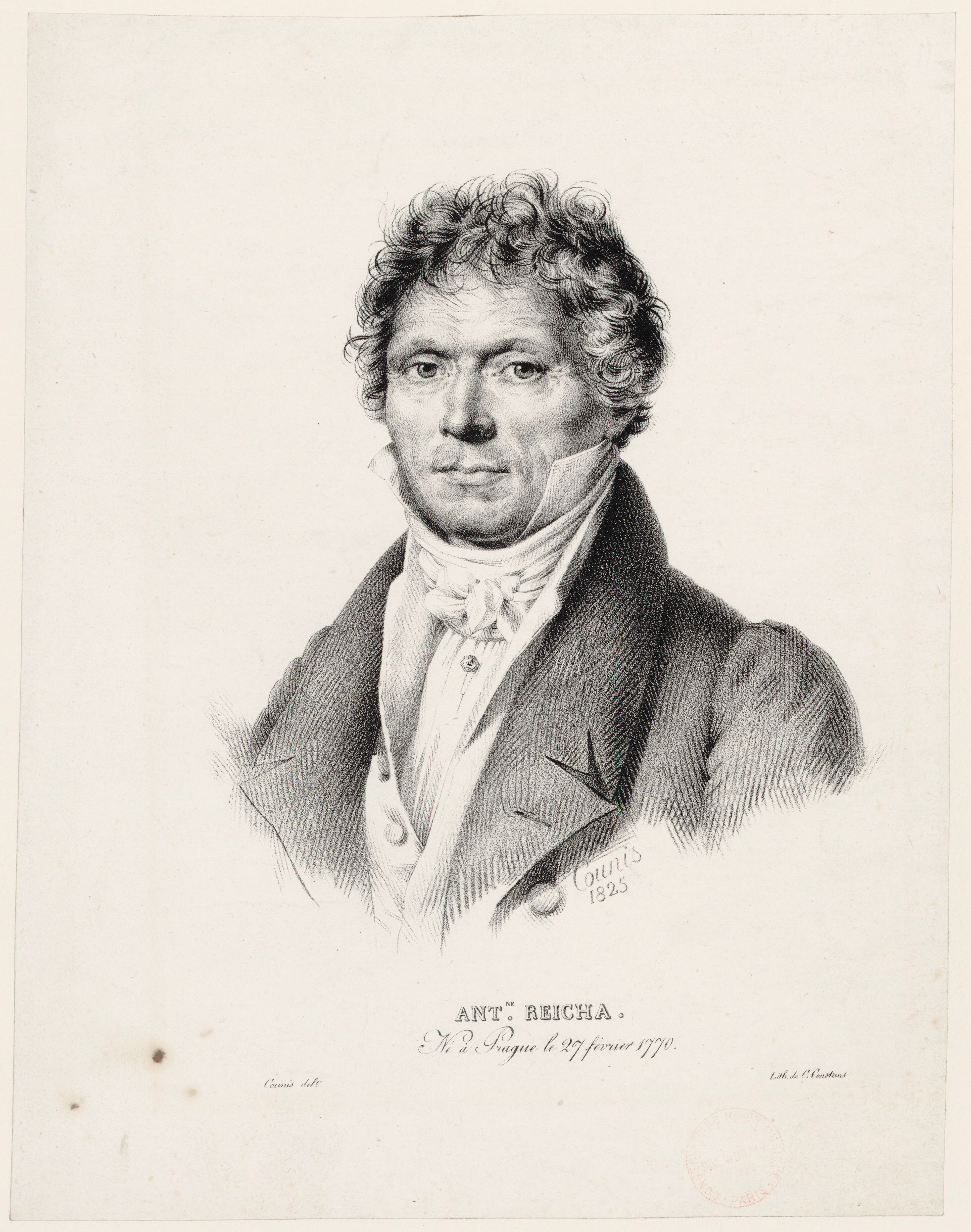
안톤 라이하, 1815

안톤 라이하(1770년 2월 26일 – 1836년 5월 28일)는 체코 태생이고 바이에른 교육을 받았으며 나중에 귀화한 프랑스 작곡가이자 음악 이론가이다. 베토벤의 동시대인이자 평생의 친구인 그는 초기에 관악 5중주 문헌에 상당한 공헌을 했으며 프란츠 리스트, 엑토르 베를리오즈, 세자르 프랑크 등의 제자들의 교사로서의 역할로 가장 잘 기억되고 있다. 그는 또한 뛰어난 음악 이론가였으며 작곡의 다양한 측면에 관한 여러 논문을 저술했다.
폴리리듬, 복조, 미분음음악과 같은 그의 음악과 저작 중 가장 급진적인 것에서 옹호한 진보된 아이디어는 다른 19세기 작곡가들에게 받아들여지거나 채택되지 않았다. 라이하는 자신의 음악을 출판하기를 꺼렸기 때문에 그는 사망 직후 무명에 빠졌고 그의 삶과 작품은 아직 집중적으로 연구되지 않았다.
1. ↑  《The Harvard Biographical Dictionary of Music》. 735쪽.